# バレエの情景
『バレエの情景』（仏：Scènes de ballet）は、イーゴリ・ストラヴィンスキーが作曲したバレエ音楽、およびその音楽を用いたバレエ作品。
舞台装置の移動などを伴わない抽象バレエであり、最初に振付をしたのはアントン・ドーリン（1944年11月初演）。その後フレデリック・アシュトンによる振付（1948年2月初演）で知られるようになった。
コンサートとしての全曲の初演は、1945年の冬にストラヴィンスキー指揮のニューヨーク・フィルハーモニックによって行なわれた。曲はブロードウェイを意識してジャズやブルースの要素が取り入れられており、トランペットとホルンによる応酬など新古典主義的な彩りが強いものとなっている。

## 作曲の経緯
1944年に、ニューヨークの劇場支配人ビリー・ローズの依頼を受けて、「7つの活気ある芸術」と題するブロードウェイ・レヴューの中の一曲としてハリウッドで作曲された。このレヴューはジャズやコメディー、ミュージカル、バレエ作品など雑多なジャンルをひとまとめに上演するもので、プログラム後半の冒頭を飾るバレエ小作品として、ストラヴィンスキー作曲、元バレエ・リュスのアントン・ドーリンによる振付、ドーリン自身とアリシア・マルコワが主役を踊るというものであった。
ローズは最初に聴いたピアノ編曲版を気に入ったものの、オーケストラ版には違和感を抱き、ブロードウェイでは全曲ではなく親しみやすい一部のみが上演された。しかし観客の反応は芳しいものではなかった。レヴューは数か月間上演されたが、ドーリンは自らの振付にも満足できず、1945年になってからジョージ・バランシンに再振付を依頼することまで検討された。しかしそれも資金難などの理由で実現せずに終わった。

## バレエ作品としての開花
出足は成功とはいえなかった『バレエの情景』をバレエ作品として完成させたのは英国ロイヤル・バレエ団のフレデリック・アシュトンである。
アシュトンは以前からストラヴィンスキーのバレエ音楽にひそかな憧憬を抱いており、1946年から1947年頃ラジオでこの曲を聴いてから振付を思い立ったという。当初は曲が短すぎると判断し、米国にいたストラヴィンスキーに改作を依頼したが、これを断られたため、様々な工夫をこらすことになる。
まず無機質な旋律しかない中で、どのようにして観客を惹きつけるかを考えなければならなかった。しかし曲が同時にロマンティック・バレエの特徴を備えていることに気がついたアシュトンは、『眠れる森の美女』薔薇のアダージョと同様の動きを第5曲目パ・ド・ドゥ・アダージョに採用する。またアシュトンにしては異例なほど曲の拍子を読みこんで、シンコペーションを重視することになった。ダンサーの感情が表出する箇所はごくわずかしかないものの、その分コール・ド・バレエを3層に分けて展開したり、幾何学的に散開させるなどして魅力を持たせている。
アシュトン版はM・ソムズとマーゴ・フォンテインを主役として1948年2月11日にロンドンで初演された。これも初めは批評家から厳しい目で見られたが、回を重ねるごとに評価が高まり、現在ではロイヤル・バレエ団が誇るレパートリーの一つになっている。

## 出演
- 主役： バレリーナ1名
- 主役： 男性1名
- コール・ド・バレエ： 16名 （男性4名・女性12名）

## 編成
- フルート2、オーボエ2、クラリネット2、ファゴット、ホルン2、トランペット3、トロンボーン3、チューバ、ティンパニ、ピアノ、弦五部[8]。

## 構成
全11曲のシーンからなる。演奏時間はオリジナルのスコアで16分強、アシュトン版バレエ上演時は序奏の一部が繰り返されるためやや長めの18分程度となっている。
- 第1曲 序奏
- 第2曲 群舞
- 第3曲 ヴァリアシオン（バレリーナ）
- 第4曲 パントマイム
- 第5曲 パ・ド・ドゥ・アダージョ
- 第6曲 パントマイム
- 第7曲 ヴァリアシオン（ダンサー）
- 第8曲 ヴァリアシオン（バレリーナ）
- 第9曲 パントマイム
- 第10曲 群舞
- 第11曲 アポテオーズ